# B.V.卡拉纳特
B.V.卡拉纳特 (1929年9月19日 - 2002年9月1日) 是一位印度卡納達語、印地語电影导演、剧作家、演员、编剧、作曲家和戏剧家。 他曾获得六项印度國家電影獎以及莲花士勋章。 